# 100마일 룰
《100마일 룰》(100 Mile Rule)는 미국에서 제작된 브렌트 허프 감독의 2002년 코미디 영화이다. 제이크 웨버 등이 주연으로 출연하였고 존 넬슨 등이 제작에 참여하였다.

## 출연

### 주연
- 제이크 웨버
- 마리아 벨로

### 조연
- 데이비드 손톤
- 마이클 맥킨
- 닉 친런드
- 숀 허프

## 기타
- 협력프로듀서: 낸시 그린-키스
- 미술: 리처드 토욘
- 의상: 제이미 본
- 배역: 매튜 베리
- 배역: 낸시 그린-키스